# Rufus Collins
Rufus Collins (1935 – 1996) was een Afro-Amerikaanse theatermaker en -docent. 
Collins werd geboren in Harlem, New York. Op zijn elfde kreeg hij een beurs aangeboden voor de prestigieuze American School of Ballet, die hij weigerde. Hij volgde vijf jaar lang een missionarisopleiding in een Jezuïetenklooster en belandde vervolgens op de toneelschool. In de jaren zestig sloot hij zich aan bij The Living Theatre, een invloedrijke experimentele theatergroep uit New York die zocht naar vormen van theater waarin het dagelijks leven was verbonden met wat er op het podium werd getoond. Nadat het Living Theatre eind jaren zestig uiteenviel, vestigde Collins zich in Londen waar hij de musicals Hair en Jesus Christ Superstar regisseerde. Halverwege de jaren zeventig werd hij gevraagd het Keskidee Arts Centre in Islington te helpen opbouwen, het eerste autonome zwarte culturele centrum in Europa.
In 1981 ging Collins naar Amsterdam. Hij regisseerde samen met de Surinaams-Nederlandse Henk Tjon diverse voorstellingen, waaronder de spraakmakende opera The Kingdom over de zwarte onafhankelijkheidsbeweging op Haïti, met een cultureel diverse cast van veertig amateurs. Collins gaf ook spel- en regieles op de Theaterschool. Collins en Tjon gaven samen workshops niet-westerse regie aan de Academie voor Expressie, Woord en Gebaar in Utrecht en aan de Arnhemse toneelschool.
In 1986 richtten ze samen het eerste professionele, interculturele toneelgezelschap De Nieuw Amsterdam (DNA) op. Het uitgangspunt was theater maken dat eruitziet als de Amsterdamse Kalverstraat: kleurrijk en levendig. Dit gezelschap is baanbrekend geweest in de ontwikkeling van niet-westers theater en cultureel diverse theatermakers in Nederland.